# 시나노사카이역
시나노사카이역(일본어: 信濃境駅, しなのさかいえき)은 일본 나가노현 스와군 후지미정에 있는 동일본 여객철도 주오 본선의 역이다.
개업때부터 민간위탁방식으로 승차권을 발매하고 있다.
대합실에는 인근유적에서 출토된 유물들이 전시되어 있다.

## 타는 곳
| 하행선 | ■주오 본선 | 가미스와・시오지리・마쓰모토 방면 |
| 상행선 | ■주오 본선 | 고후・하치오지・신주쿠 방면       |

## 인접역
| 동일본 여객철도 주오 본선 | 동일본 여객철도 주오 본선 | 동일본 여객철도 주오 본선 |
| ------------------------- | ------------------------- | ------------------------- |
| 고부치자와 다치카와 방면  | ■ 주오 본선 보통          | 후지미 마쓰모토 방면      |